# Радиобиология опухолей
Радиобиология опухолей (радиационная онкология) — лабораторные и клинические исследования биологических процессов в опухолевых тканях; оценка эффективности лечения злокачественных новообразований при помощи ионизирующих излучений (методами лучевой терапии); одно из направлений радиобиологии и радиологии.